# Andrezej Maria Deskur
Andrezej Maria Deskur (Sancygniów, 29 de fevereiro de 1924 — Roma, 3 de setembro de 2011) foi um cardeal polonês. Foi Presidente do Pontifício Conselho para as Comunicações Sociais no Vaticano de 1973 a 1984.